# 스테퍼니 슈
스테퍼니 슈(Stephanie Hsu, 1990년 11월 25일 ~ )는 미국의 배우이다. 2022년 영화 《에브리씽 에브리웨어 올 앳 원스》의 조이 왕 역을 통해 전 세계에 이름을 알렸으며, 아카데미 여우조연상 후보에도 올랐다.

## 출연 작품

### 영화
- 상사에 대처하는 로맨틱한 자세 (2018) - 앰버 역
- 샹치와 텐 링즈의 전설 (2021) - 수 역
- 에브리씽 에브리웨어 올 앳 원스 (2022) - 조이 왕 / 조부 투파키 역
- 조이 라이드 (2023) - 캣 역
- 스턴트맨 (2024) - 엘마 밀란 역
- 와일드 로봇 (2024) - 본트라 역 (목소리)

### 텔레비전
- 언브레이커블 키미 슈미트 (2016)
- The Path (2016-18) - 조이 암스트롱 역
- 더 마블러스 미세스 메이즐 (2019-23) - 메이 린 역
- 쿵푸 팬더: 용의 기사 (2022) - 젠 역 (목소리)
- 포커 페이스 (2023)
- 아메리칸 본 차이니즈 (2023)